# Landschaftsschutzgebiet Freiflächen zwischen Helminghausen und Padberg
Das Landschaftsschutzgebiet Freiflächen zwischen Helminghausen und Padberg mit 92,4 ha liegt im Stadtgebiet von Marsberg und im Hochsauerlandkreis. Das Gebiet wurde 2002 mit dem Landschaftsplan Hoppecketal durch den Kreistag des Hochsauerlandkreises als Landschaftsschutzgebiet (LSG) ausgewiesen. Das LSG wurde als Landschaftsplangebiet vom Typ B, Ortsrandlagen, Landschaftscharakter, ausgewiesen. Das LSG besteht aus drei Teilflächen. Im LSG befinden sich landwirtschaftliche Offenlandbereiche.  Das LSG gehört zum 2024 ausgewiesenen Vogelschutzgebiet Diemel- und Hoppecketal mit angrenzenden Wäldern.

## Beschreibung
Im LSG befinden sich landwirtschaftliche Offenlandbereiche. 2021 führte die Ornithologische Arbeitsgemeinschaft vom Verein für Natur- und Vogelschutz im Hochsauerlandkreis im LSG eine Neuntöter-Kartierung durch. Es wurden 13 Neuntöter-Reviere nachgewiesen. Der Gesamtbestand wird auf 20 bis 25 Neuntöter-Reviere geschätzt.

## Schutzzweck
Die Ausweisung erfolgte zur Sicherung der Vielfalt und Eigenart der Landschaft im Nahbereich der Ortslagen und der alten landwirtschaftlichen Vorranggebiete durch Offenhaltung. Ferner wegen der besonderen Bedeutung für die Erholung.

## Rechtliche Vorschriften
Wie in den anderen Landschaftsschutzgebieten im Stadtgebiet besteht im LSG ein Verbot Bauwerke zu errichten. Vom Verbot ausgenommen sind Bauvorhaben für Gartenbaubetriebe, Land- und Forstwirtschaft. Die Untere Naturschutzbehörde kann Ausnahme-Genehmigungen für Bauten aller Art erteilen. Wie in den anderen Landschaftsschutzgebieten vom Typ B in Meschede besteht im LSG ein Verbot der Erstaufforstung und Weihnachtsbaum-, Schmuckreisig- und Baumschul-Kulturen anzulegen. Es besteht das Gebot das LSG durch landwirtschaftliche Nutzung oder geeignete Pflegemaßnahmen von Bewaldung frei zu halten.